# Maniltoa
Genre
Classification phylogénétique
Muellera ou Maniltoa est un genre de plantes à fleurs dicotylédones de la famille des Fabaceae, sous-famille des Caesalpinioideae, originaire d'Asie du Sud-Est et d'Australasie, qui comprend une vingtaine d'espèces acceptées.

## Liste d'espèces
Selon The Plant List (3 novembre 2018) :
- Maniltoa amicorum Benth.
- Maniltoa basifoliola Verdc.
- Maniltoa brassii Merr. & L.M.Perry
- Maniltoa brevipes A.C.Sm.
- Maniltoa browneoides Harms
- Maniltoa cynometroides Merr. & L.M.Perry
- Maniltoa floribunda A.C.Sm.
- Maniltoa fortuna-tironis Verdc.
- Maniltoa grandiflora (A.Gray) Scheff.
- Maniltoa lenticellata C.T.White
- Maniltoa mariettae Meeuwen
- Maniltoa megalocephala Harms
- Maniltoa minor A.C.Sm.
- Maniltoa plurijuga Merr. & L.M.Perry
- Maniltoa polyandra (Roxb.) Harms
- Maniltoa psilogyne Harms
- Maniltoa rosea (K.Schum.) Meeuwen
- Maniltoa schefferi K.Schum. & Hollrung
- Maniltoa steenisii Meeuwen
- Maniltoa vestita A.C.Sm.
- Maniltoa yokotai (Kaneh.) Hosok.